# Afrikansk baza
Afrikansk baza (Aviceda cuculoides) är en afrikansk fågel i familjen hökar.

## Utseende
Afrikansk baza är en rätt liten (38–43 cm) rovfågel tecknad som en gök (därav det vetenskapliga namnet cuculoides, "gökliknande"). I flykten påminner den om en hök i Accipiter, men de långa vingarna är spetsigare. Vingslagen är långsamma och den glider och kretsar med plana vingar. Den har vidare en kort huvudtofs och korta ben.
Hanen är sotfärgad ovan med grått huvud och bröst. Stjärten är svart med grå tvärband. På buken är den likaså tvärbandad, i rostrött och vitt. På vingarna syns undertill rostfärgade täckare och svartspetsade silvergrå vingpennor. Sydliga fåglar (verreauxii) är roströda i nacken och vingarna är mer tydligt bandade på undersidan. Honan är brunare med bredare stjärtband och mer diffus tvärbandning undertill. Ungfågeln är mörkbrun ovan med beigefärgade fjäderkanter. Den har vidare ett vitt ögonbrynsstreck och vit undersida med droppfärgade fläckar.

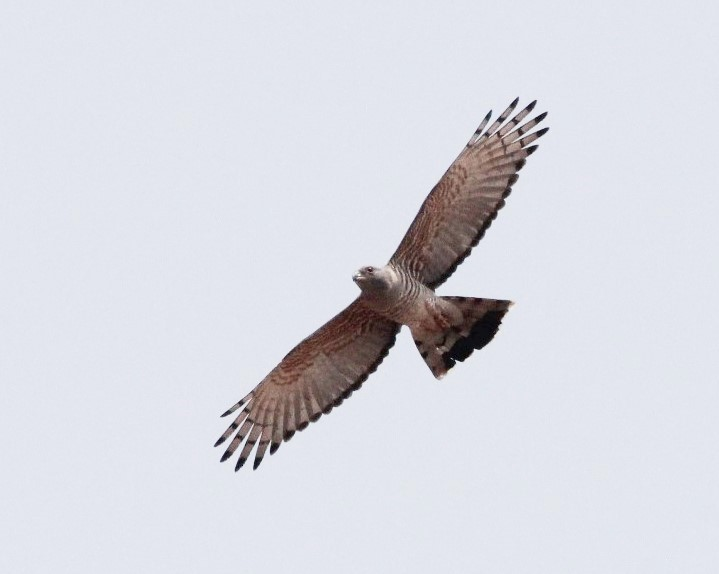
Afrikansk baza i norra Namibia.

## Läte
Fågeln är ofta tyst. Det huvudsakliga lätet är ett sorgsamt jamande "peee-ooo", rätt lik en vråk.

## Utbredning och systematik
Afrikansk baza delas upp i tre underarter med följande utbredning:
- Aviceda cuculoides cuculoides – Senegal till sydväst Etiopien och norra Demokratiska republiken Kongo
- Aviceda cuculoides batesi – Sierra Leone till Uganda och norra Angola
- Aviceda cuculoides verreauxii – Kenya till Namibia och Sydafrika

### Släktskap
Släktet Aviceda är närmast släkt med bivråkar i släktet Henicopernis samt de två australiska arterna tvärstjärtsglada och svartbröstad glada. De bildar en grupp tillsammans med bivråkar i Pernis, amerikanska glador i Elanoides, Chondrohierax och Leptodon samt madagaskarörnen.

## Levnadssätt
Afrikansk baza hittas i skog och fuktig savann upp till 3000 meters höjd. Födan består av ödlor, framför allt kameleonter, och större insekter som gräshoppor, bönsyrsor och fjärilslarver, men även bland annat skalbaggar, getingar och termiter. Arten häckar huvudsakligen under regnperioden, med bobygge noterad i slutet av oktober och parning i november i Gabon samt äggläggning i Sierra Leone i juni–juli.

## Status och hot
Arten har ett stort utbredningsområde och en stabil populationsutveckling. Utifrån dessa kriterier kategoriserar IUCN arten som livskraftig (LC). Världspopulationen uppskattas till över 10 000 individer.

## Namn
Fågeln har på svenska även kallats afrikansk gökfalk.